# توت‌خوار شکم‌زرد
توت‌خوار شکم‌زرد (نام علمی: Dacnis flaviventer) نام یک گونه از سرده توت‌خوار است.